# Gerda Madvig
Gerda Madvig, født Heyman (14. april 1868 i København – 10. september 1940 i Charlottenlund) var en dansk billedhugger og maler.
Hun var datter af grosserer Philip Wulff Heyman og Hanne Emilie Adler. Hun lærte at tegne hos Carl Thomsen og derefter at modellere hos professor August Saabye, hos hvem hun arbejdede i fire-fem år. I 1892 udstillede hun på Charlottenborg Forårsudstilling En kvinde, 1893 Et sovende barn. Desuden har hun modelleret en legemsstor figur, kaldet Asra og nogle buster, bl.a. af en søster, der var gift med maleren Georg Seligmann. Hun anvendte især familiemedlemmer som modeller, men også berømte personer, såvel samtidige, som professor Julius Petersen, og afdøde, som eksempelvis komponisten Frédéric Chopin. Som billedhugger var hun naturalist, mens hun maler var præget af den franske impressionisme. Gerda Madvig dyrkede tillige musik og gav koncerter i Paris, hvor hun var bosat fra 1903 til kort før sin død. 1901-03 havde hun besøgt Italien.
Hun blev gift 16. maj 1905 i Paris med maleren Charles William Madvig (5. januar 1874 i Paris - 18. september 1940 sammesteds), søn af handelsfuldmægtig Wilhelm Michael Madvig og Mary Charlotte Julien. 
Hun er begravet på Hellerup Kirkegård.

## Værker
- En kvinde (udstillet 1892)
- Sovende barn (udstillet 1893)
- Moderen (relief, 1902-03)
- Asra (figur)
- Dyrestatuetter (bronze)
- La vigilance (bronze, ca. 1937)
- Kristus (1938)
- Statuetter af datteren Edith

Buster:
- Professor, matematiker Julius Petersen (gips, Københavns Universitet)
- Jenny Seligmann, født Heyman
- Hanne Heyman (marmor)
- J.F. Willumsen (Paris 1904)
- Frédéric Chopin (1933)
- Minister Roger Garreau
- Charles Madvig
- Pianisten Pierre d'Arquennes
- Aage Louis Dessau

Malerier:
- Fiskehavn i Nordfrankrig (udstillet 1928)
- Stilleben og blomsterbilleder